# Annunciazione (Tiziano Scuola Grande di San Rocco)
L'Annunciazione della Scuola di San Rocco è un dipinto a olio su tavola (166x266 cm) di Tiziano Vecellio, databile al 1535 e conservato nella Scuola Grande di San Rocco.

## Storia
Malgrado fosse a volte indicato come opera della bottega di Tiziano e non dall'artista, il ritrovamento della commissione inserita nel legato testamentario del giureconsulto Melio da Cortona del 31 ottobre 1555 che ne impone la custodia, conferma l'attribuzione all'artista pievano
(E.A. Cicogna - Delle iscrizioni veneziane- 1834)
 Anche i restauri degli anni Ottanta del Novecento hanno confermato la paternità all'artista, ma non la sua datazione che potrebbe oscillare tra il 1522 e il 1537.
Il dipinto è ospitato sopra una delle arcate dell'ampio pianerottolo che divide lo scalone inserito in una cornice intagliata e dorata dove padroneggia il blasone della famiglia di Melio da Cortona. Ma non fu questa la sua posizione originaria, risulta infatti inserito in un documento che lo cita: «il timpano messo davanti il quadro della Santissima Annonciata, sopra la porta dell'Albergho di fuora» in posizione privilegiata, probabilmente la nuova collocazione fu obbligata durante i lavori di rifacimento del portale dell'albergo.

## Descrizione e stile
Tiziano inserisce lo straordinario evento in un ambiente rinascimentale, di grande semplicità, come era d'uso dalla tradizione dei vangeli, riprendendo ancora i lavori belliniani.  L'architettura si compone della balaustra in marmo e alcune colonne, inserite in un ampio paesaggio. L'opera è completa dei simboli che per tradizione sono raffigurati nelle opere del Cinquecento, tra questi il giglio, simbolo non solo di castità, ma anche prerogativa dell'annuncio a colei che porterà al mondo il Salvatore, che con il suo sacrificio, cancellerà il peccato originale, vista come la nuova Eva; il cestino da lavoro a indicare il tessere di una nuova tela per il tempio di Gerusalemme, la pernice a indicare l'incarnazione divina (la conceptio per aurem) e la mela a riprendere la tentazione e il peccato originale. L'opera unisce il linguaggio ancora rinascimentale con nuove note già manieristiche indicativamente degli anni Trenta del Cinquecento.
La scena che si presenta è quindi chiara, l'annunciante irrompe sulla scena e ancora in volo trova la Vergine annunciata, inginocchiata presso il leggio con le mani al petto, pronta ad accogliere l'annuncio. La nube divina le illumina il volto avvolto in un manto scuro, mentre un mantello rosso è posto sulla balaustra a indicare il dolore che la Madonna dovrà subire proprio nell'accettazione dell'annuncio stesso. L'opera appare elegante e Tiziano riesce a unire l'ambiente domestico con una pavimentazione tricolore e il fondale molto naturalistico. La Madonna è posta tra due colonne come essere portante della nuova novella, importante segno che le darà la chiesa. La tela doveva contenere un messaggio chiaro e leggibile a tutta la comunità.